# Spargania crypta
Spargania crypta là một loài bướm đêm trong họ Geometridae.